# Heinrich Multhaupt

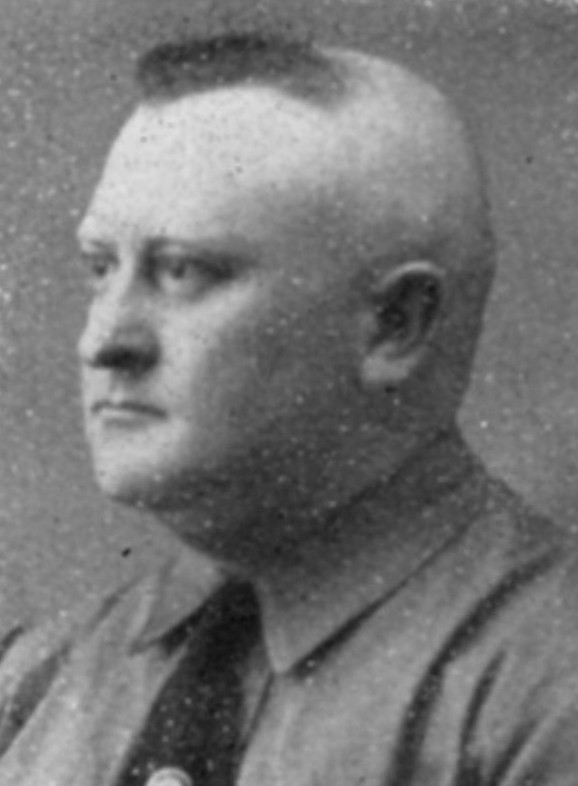
Heinrich Multhaupt, um 1933

Heinrich Multhaupt (* 11. Oktober 1899 in Dortmund; † 16. Mai 1937 in Berlin) war ein deutscher Politiker (NSDAP). 

## Leben
Multhaupt wuchs in Dortmund auf. Er besuchte die Volksschulen in Duisburg und Rheinhausen und lernte anschließend bei der Friedrich-Alfred-Hütte in Rheinhausen Elektriker.
Im Ersten Weltkrieg wurde er 1917 als Soldat eingezogen. Später lebte er in Magdeburg, von wo er am 23. Dezember 1921 nach Duisburg übersiedelte. In den 1920er Jahren arbeitete er als Hüttenarbeiter in Hamborn. Am 1. November 1925 trat er der NSDAP bei (Mitgliedsnummer 27.932), für die er vom 17. November 1929 bis zum 29. Januar 1934 in der Stadtverordnetenversammlung von Duisburg-Hamborn saß. Im September 1932 wurde Multhaupt Kreisleiter für Duisburg-Hamborn.
Von März bis November 1933 saß Multhaupt als Abgeordneter der NSDAP für den Wahlkreis im Reichstag. Während seiner Abgeordnetenzeit stimmte Multhaupt unter anderem für das von der Regierung Hitler eingebrachte Ermächtigungsgesetz vom März 1933.
Ferner amtierte Multhaupt als Gau-Fachgruppenleiter der Nationalsozialistischen Betriebszellenorganisation im Gau Düsseldorf. Er starb im Mai 1937 in Berlin, wohin er am 21. Februar 1934 übergesiedelt war.